# Dioncholaimus brevicavatus
Dioncholaimus brevicavatus är en rundmaskart som beskrevs av Hans August Kreis 1932. Dioncholaimus brevicavatus ingår i släktet Dioncholaimus och familjen Oncholaimidae. Inga underarter finns listade i Catalogue of Life.